# Elezioni governatoriali in California del 2014
Le elezioni governatoriali in California del 2014 si svolsero il 4 novembre per eleggere il governatore della California.
A sfidarsi furono il governatore uscente democratico Jerry Brown e il repubblicano Neel Kashkari. La sfida si è conclusa con la vittoria di Jerry Brown, che è stato, a sua volta, rieletto.

## Risultati
| Candidati     | Partiti              | Voti      | %     |
| ------------- | -------------------- | --------- | ----- |
| Jerry Brown   | Partito Democratico  | 4.388.368 | 59,97 |
| Neel Kashkari | Partito Repubblicano | 2.929.213 | 40,03 |
| Totale        | Totale               | 7.317.581 |       |

## Risultati delle primarie
| Candidati               | Partiti              | Voti      | %     |
| ----------------------- | -------------------- | --------- | ----- |
| Jerry Brown             | Partito Democratico  | 2.354.769 | 54,3  |
| Neel Kashkari           | Partito Repubblicano | 839.767   | 19,3  |
| Tim Donnelly            | Partito Repubblicano | 643.236   | 14,8  |
| Andrew Blount           | Partito Repubblicano | 89.749    | 2,1   |
| Glenn Champ             | Partito Repubblicano | 76.066    | 1,7   |
| Luis J. Rodriguez       | Verdi                | 66.872    | 1,5   |
| Cindy Sheehan           | Pace e Libertà       | 52.707    | 1,2   |
| Alma Marie Winston      | Partito Repubblicano | 46.042    | 1,1   |
| Robert Newman           | Indipendente         | 44.120    | 1,1   |
| Akinyemi Agbede         | Partito Democratico  | 37.024    | 0,8   |
| Richard William Aguirre | Partito Repubblicano | 35.125    | 0,8   |
| Bogdan Ambrozewicz      | Indipendente         | 14.929    | 0,3   |
| Janel Hyeshia Buycks    | Indipendente         | 12,136    | 0,2   |
| Rakesh Kumar Christian  | Indipendente         | 11.142    | 0,2   |
| Joe Leicht              | Indipendente         | 9.307     | 0,2   |
| Karen Jill Bernal       | Partito Democratico  | 17        | <0,01 |
| Nickolas Wildstar       | Indipendente         | 17        | <0,01 |
| Jimelle L. Walls        | Indipendente         | 3         | <0,01 |
| Totale                  | 4.333.028            |           |       |